# Meeting of the Waters
Meeting of the Waters je koncertní EP americké hudební skupiny Animal Collective. Vydáno bylo 22. dubna roku 2017 společností Domino Records u příležitosti Record Store Day. Uvedeno bylo na 12" gramofonové desce. Vydánoo bylo v omezeném počtu 1200 kusů. Záznam byl pořízen na počátku roku 2016 v Amazonském pralese u brazilského města Manaus. Nahráli jej pouze dva členové kapely, Brian Weitz (Geologist) a David Portner (Avey Tare). Autorem obalu alba je Rob Carmichael. Výtěžek z prodeje desek byl věnován neziskové organizaci, která se snaží zachránit amazonskou oblast.

## Seznam skladeb
Autory všech skladeb jsou členové skupiny Animal Collective.
| Pořadí | Název                                    | Délka |
| ------ | ---------------------------------------- | ----- |
| 1.     | Blue Noses                               | 13:20 |
| 2.     | Man of Oil                               | 5:25  |
| 3.     | Amazonawana/Anaconda Opportunity         | 5:07  |
| 4.     | Selection of a Place (Rio Negro Version) | 8:17  |